# The Pirates of Dark Water (игра, Sega Mega Drive)
«The Pirates of Dark Water» (с англ. — «Пираты Тёмной воды») — видеоигра-платформер по мотивам приключенческого мультсериала студии Hanna-Barbera «Пираты тёмной воды». Была разработана расформированной ныне компанией Iguana Entertainment и издана в 1994 году компанией Sunsoft эксклюзивно для игровой приставки Sega Mega Drive/Genesis.

## Сюжет
Сюжет игры в определённой степени продолжает события мультсериала. Планете Мер (ориг. Mer) угрожает таинственная Тёмная вода (ориг. Dark Water), и чтобы попытаться остановить её, героям необходимо разыскать 13 Сокровищ Правления (ориг. Treasures of Rule), путь к которым укажет магический компас. Главные герои: юноша Рен (ориг. Ren) − смотритель маяка, не догадывающийся о своём королевском происхождении, Тула (ориг. Tula) − искательница приключений из Андоруса, Йоз (ориг. Ioz) − опытный пират, присоединившийся к команде изначально лишь ради наживы, Ниддлер (ориг. Niddler) − обезьяна-птица, вырвавшаяся из пиратского плена. Вместе они будут странствовать по планете в поисках сокровищ на быстроходном судне Йоза, «Призраке» (ориг. Wraith). Так как в незавершённом мультсериале героям удалось найти только семь Сокровищ, в сюжете игры обыгрываются поиски остальных шести.

## Игровой процесс
Игра представляет собой типичный 2D-платформер, где перед каждым уровнем игроку предоставляется выбор сыграть за одного из трёх героев: Рена, Тулу или Йоза. Каждый из них имеет своё описание и параметры, и отличается друг от друга ловкостью, выносливостью и силой удара: к примеру, Тула выше прыгает и слабо бьёт, в то время как Йоз обладает мощным ударом, хорошим здоровьем и небольшой скоростью, Рен − нечто среднее. Игровые персонажи могут карабкаться по лестницам и верёвкам, делать сальто в воздухе, бросать врагов через себя, разбивать контейнеры с ценными предметами. Возможна смена героя прямо в процессе прохождения с помощью вызова Ниддлера. Каждый из героев, помимо ближего боя, может использовать и найденное метательное оружие: ножи, стрелы или сюрикены, а также различные зелья. Враги на уровнях также различаются по силе и способностям, некоторые могут блокировать удары, атаковать издалека и совершать прыжки. После падения с большой высоты герой теряет часть здоровья, попадание в Тёмную воду полностью его отнимает, а уровень начинается сначала. Кроме самих врагов, на уровнях расположено множество ловушек и разных препятствий.
Следуя сюжетным указаниям, герои будут посещать различные локации планеты Мер, незамысловатая игровая карта прилагается. В игре очень много текстовой сюжетной информации: перед каждым уровнем Ниддлер рассказывает, что известно о данной области, а в пути героям встречаются разные персонажи, разговор с которыми поможет отыскать сокровища или укажет путь к секретным местам. На экране инвентаря игрок может выбрать используемый предмет: окорок восстановит текущий запас здоровья, а «сердечко» увеличит его максимум. Некоторые проходы в уровнях открываются только после нахождения специальных ключей или за плату найденными монетами, а для вызова Ниддлера требуются местные дыни. Сокровища герои получают либо после победы над боссами-пиратами, либо собственно в процессе странствий, как правило, в конце уровней.

### Уровни

Герой: Тула. Уровень: Sunken Bridge.

- «Джунгли Пандавы» (ориг. Pandawa Jungle)
- «Цитадель» (ориг. Citadel)
- «Порт Пандавы» (ориг. Port of Pandawa)
- «Гора Бобо» (ориг. Bobo Mountain)
- «Янда-таун» (ориг. Janda Town)
- «Затопленный мост» (ориг. Sunken Bridge)
- «Андорус» (ориг. Andorus)
- Флагман Блота «Водоворот» (ориг. Maelstorm)
- «Логово Тёмного Жителя» (ориг. Dark Dweller's Lair)